# Bertiera iturensis
Bertiera iturensis är en måreväxtart som beskrevs av Kurt Krause. Bertiera iturensis ingår i släktet Bertiera och familjen måreväxter. Inga underarter finns listade i Catalogue of Life.